# Szent Péter és Pál-templom (Kiskunhalas)
A kiskunhalasi Szent Péter és Pál római katolikus templom 1769-1770 közt épült Kiskunhalas alsóvárosban a Szentháromság téren. Későbarokk stílusú, egytornyos, hagymakupolás templom. Eredetileg egyhajós, majd kereszthajóssá bővítették.

## Története
Kiskunhalas területén a török kor előtt számos katolikus templom volt található. A török hódoltság alatt a város többször is elpusztult, ezáltal a város valamennyi temploma is eltűnt. A központban álló keletelt templom helyére a törökök által betelepített ormánsági református magyarok építettek új templomot, akik ezek után a város többségét is adták. Ennek okán katolikus templomra úgymond nem is volt szükség, mivel az eredeti népesség eltűnt.
Annak ellenére, hogy a város többsége református volt, a pusztákon szomszédos területekről érkezett katolikusok is éltek (főleg béresek, cselédek), ezáltal szükség volt katolikus lelkigondozásra is, amit a Majsai plébános végzett, akivel rendszeresen konfliktus adódott. (Például előfordult olyan időszak, amikor az evangélikus és a katolikus híveket is kizárólag a református lelkész keresztelte.)
A változás 1766-ban történt, amikor Mária Terézia parancsolta, hogy a város ajándékozzon telket a katolikus egyháznak, és építsenek fel rajta egy templomot. 1769-ben el is kezdték építeni Gföller Jakab vezetésével, majd egy évre rá, 1770-ben fel is szentelte Szent Péter és Pál apostolok tiszteletére az akkori csongrádi esperes Erdélyi József. Ezzel egy időben katolikus népességet telepítettek be az alsóvárosba, amit „Lázárnak” kezdtek hívni, mivel így hívták az első oda települt családot. Első plébánosa Schrodt Imre volt, aki eredetileg 6 évig volt Halason káplán mielőtt plébános lett. 1771-ben hagyta el Halast.
A helyi katolikus közösség egyre nagyobb lett, és kinőtték ezt a már akkora kicsinek számító templomot. Ennek okán 1937-ben lebontották a régi szentélyt és az egyhajós templomot egy kereszthajóval bővítették és egy nagyobb szentélyt építettek hozzá. Ezután 1944-ben Karol Malczyk és Pawlik Milanda, egy Lengyelországból a második világháború alatt befogadott házaspár festette ki a templomot belülről. (A környéken számos más templomot is ők festettek ki ezidőben.)
A 250. emlékévhez kapcsolódóan számos felújítási munkálat történt. Több év alatt felújították a barokk stílusú oltárt, mellékoltárokat és a belső festést is.

## Plébánosok listája
1770-1771: Schrodt Imre
1772-1777: Bunkóczy Ferenc
1777-1780: Nell János
1780-1801: Major Mihály
1801-1805: Szabó László
1805-1810: Cseh Endre
1810-1811: Ladányi István
1811-1814: Demeter Antal
1814-1845: Fröhlich Mihály
1845-1872: Huszka Vendel
1872-1884: Rózsa Béla
1884-1911: Véber István
1911-1912: Lantos Lajos
1912-1927: Gulyás Ferenc
1927-1933: Kovács Vince
1933-1944: Baranyi László
1944-1978: Boskó Vilmos
1978-1986: Zsótér Antal
1986-1987: Gacsári Kiss Sándor
1987-2000: Vangel Imre
2000-?:
?-2009: Fülöp Ernő
2009-2017: Dr. Finta József
2017-2022: Hozdik Zsolt 
2022-napjainkig: Seffer Attila 